# Chen Chun

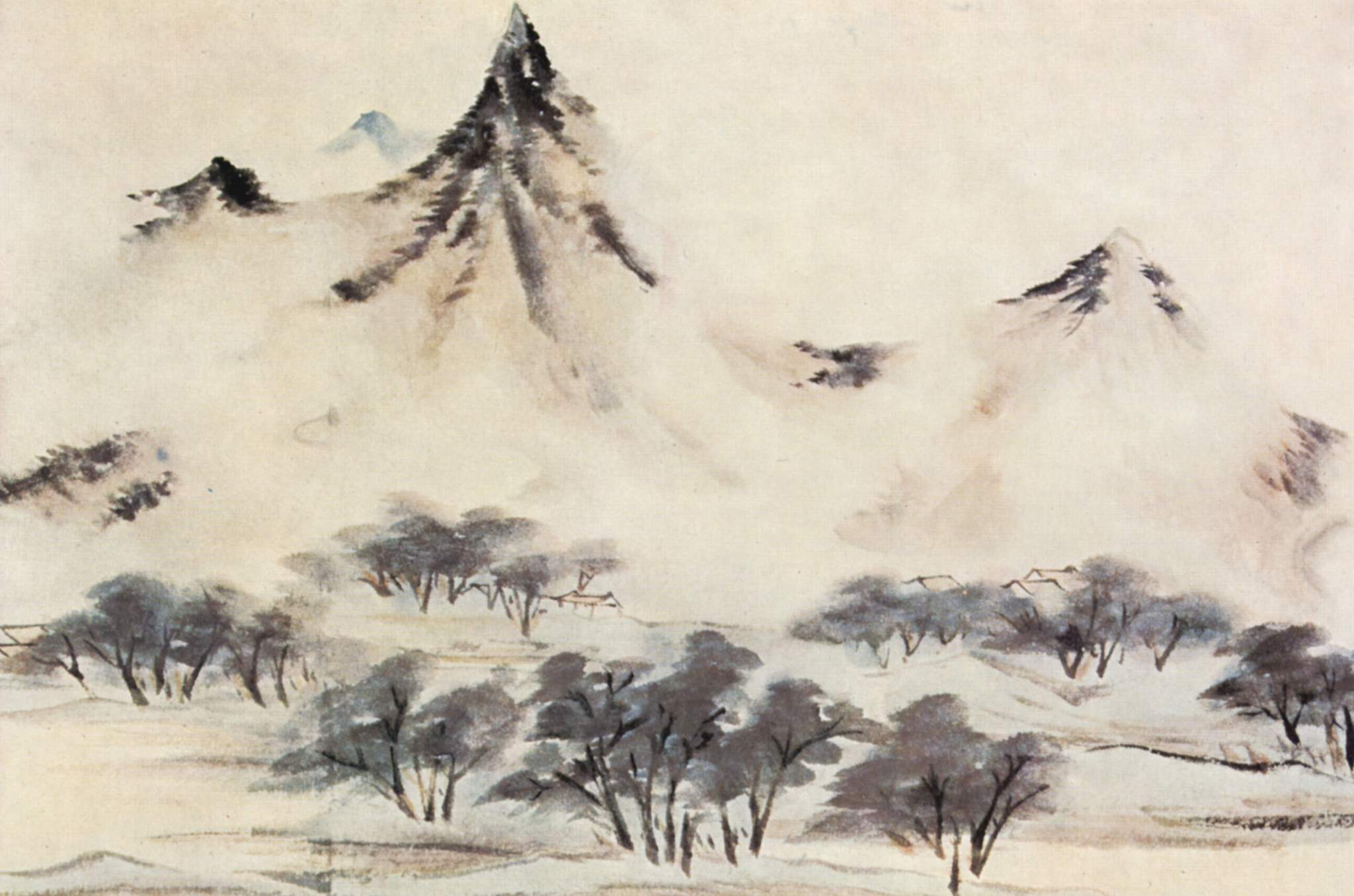
Berge in Wolken, 1535

Chen Chun (陳淳, Pinyin: Chén Chún), (* 1483; † 1544) war ein chinesischer Maler der Ming-Zeit.
Chen Chun wurde in Suzhou geboren und lernte dort Kalligraphie und Malerei bei Wen Zhengming, einem berühmten Maler seiner Zeit. Er entwickelte einen eigenen Stil der verwaschenen Tuschemalerei und wurde damit für spätere Generationen stilprägend. Seine bevorzugten Themen waren Blumen und Landschaften.